# Gebhard Leberecht von Blücher
Gebhard Leberecht von Blücher, Príncipe de Wahlstatt (Rostock, 16 de dezembro de 1742 — Krieblowitz, 12 de setembro de 1819) foi um marechal-de-campo prussiano que liderou seu exército contra as forças de Napoleão na Batalha das Nações em 1813 e na Batalha de Waterloo em 1815.

## Carreira
Blücher comandou o imponente Exército da Silésia, um exército de tropas russo-prussianas que lutaram contra o Imperador Napoleão I do Primeiro Império Francês durante a Guerra da Sexta Coalizão em 1813-1814. O General Von Blücher foi um dos comandantes mais talentosos da Europa durante a era napoleônica e desempenhou um papel fundamental na Batalha de Waterloo, durante a qual seu exército prussiano colaborou substancialmente com as forças britânicas do Duque de Wellington a fim de obliterar o exército de Napoleão Bonaparte.
Quando jovem, Blücher se juntou ao exército sueco, posteriormente enveredando para o lado prussiano após ter sido feito prisioneiro em 1760. Por um longo período, ele se aposentou da vida militar, entretanto a eclosão das Guerras Revolucionárias Francesas o levou de volta ao país como um comandante de cavalaria. Figura proeminente no prélio desastroso da Prússia contra Napoleão, em 1806, Von Blücher liderou acusações vorazes mas vãs de cavalaria na derrota em Auerstedt. Nos anos seguintes, tornou-se um símbolo do patriotismo prussiano e, quando a guerra com a França recomeçou em 1813, ele comandou o poderoso Exército russo-prussiano da Silésia.
Blücher derrotou os franceses em Katzbach no mês de agosto e contribuiu para a vitória da coalizão em Leipzig dois meses depois. Em 1814, seu exército lutou em toda a França até Paris, assumindo grande parte do crédito adquirido por forçar a abdicação de Napoleão Bonaparte. A velha raposa então aposentou-se com o título de Príncipe de Wahlstatt, apenas para ser chamado de volta precipitadamente quando Napoleão escapou da Ilha de Elba em 1815. Enfrentando o comandante francês em Ligny, o general de 72 anos de idade teve seu cavalo atingido por debaixo dele e ficou preso debaixo de seu cadáver equestre por duas horas. Depois de se recuperar, ele anulou seu chefe de gabinete, August von Gneisenau, e marchou para se juntar ao Duque de Wellington em Waterloo, chegando a tempo de virar a batalha decisivamente contra Napoleão e encerrar sua densa carreira militar com uma gloriosa vitória.